# コロフィン
コロフィン（英: Corofin、愛: Cora Finne）は、アイルランドのクレア県の北にあるファーガス川沿いの風光明媚な村である。

## 地名
コロフィンは「バレンへの入口」や「釣り人の天国」と呼ばれている。また、アイルランドの画家フレドリック・ウィリアム・バートンの誕生の地である。
この町のアイルランド語の名前は本来「Coradh Finne」で、これは「フィンの堰」の意味である。この名前の歴史的な由来はフィン・マックールである。言い伝えでは、フィンがこの地でファーガス川を渡ったことから名前が付いている。

## 地理
エニスから北に12km（7.5マイル）、地方道R460号とR476号の交差点にある。バレンの石灰岩の台地の南端にある。コロフィンは、インチキンの男爵領のキルナボーイの教区にある。
キラローのローマカトリック教区のキルナボーイ教区にあり、教区には、コロフィンの聖ブリジット教会、キルナボーイの聖ジョセフ教会、ラスの聖マリア教会の3つの教会が存在する。
コロフィンは画家のフレデリック・ウィリアム・バートンの幼年期の地でもある。
2016年の中央統計局によると、人口は776人で、2011年の689人から増加した。

## 観光

### 聖カタリナ教会

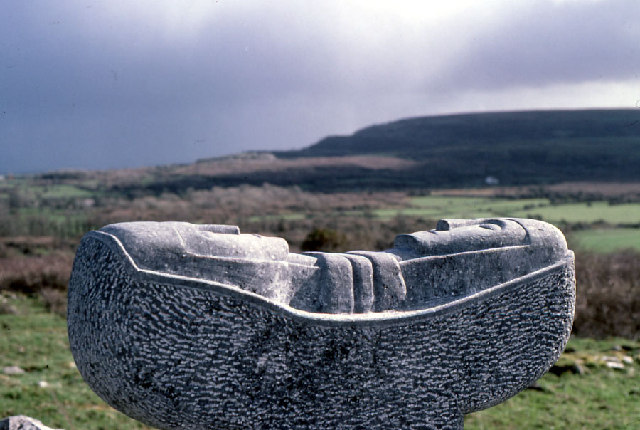
クロス・インニーンボーイ

チャーチ通りには、かつてのアイルランド聖公会の聖キャサリン教会がある。1715年から1720年の間にキャサリン・ナイトレイによって建設された。1820年頃に改装され、1829年には尖塔が追加された。教会は現在、クレア県伝統・系図研究センターによって使用されている。
アイルランド国定記念物のラフアン・ヒル・T形十字（Roughan Hill Tau Cross）としても知られるクロス・インニーンボーイ（Cross Inneenboy）は、石のT形十字であり、現在は安全に保管目的のために中心に移動された。

### インチキン城

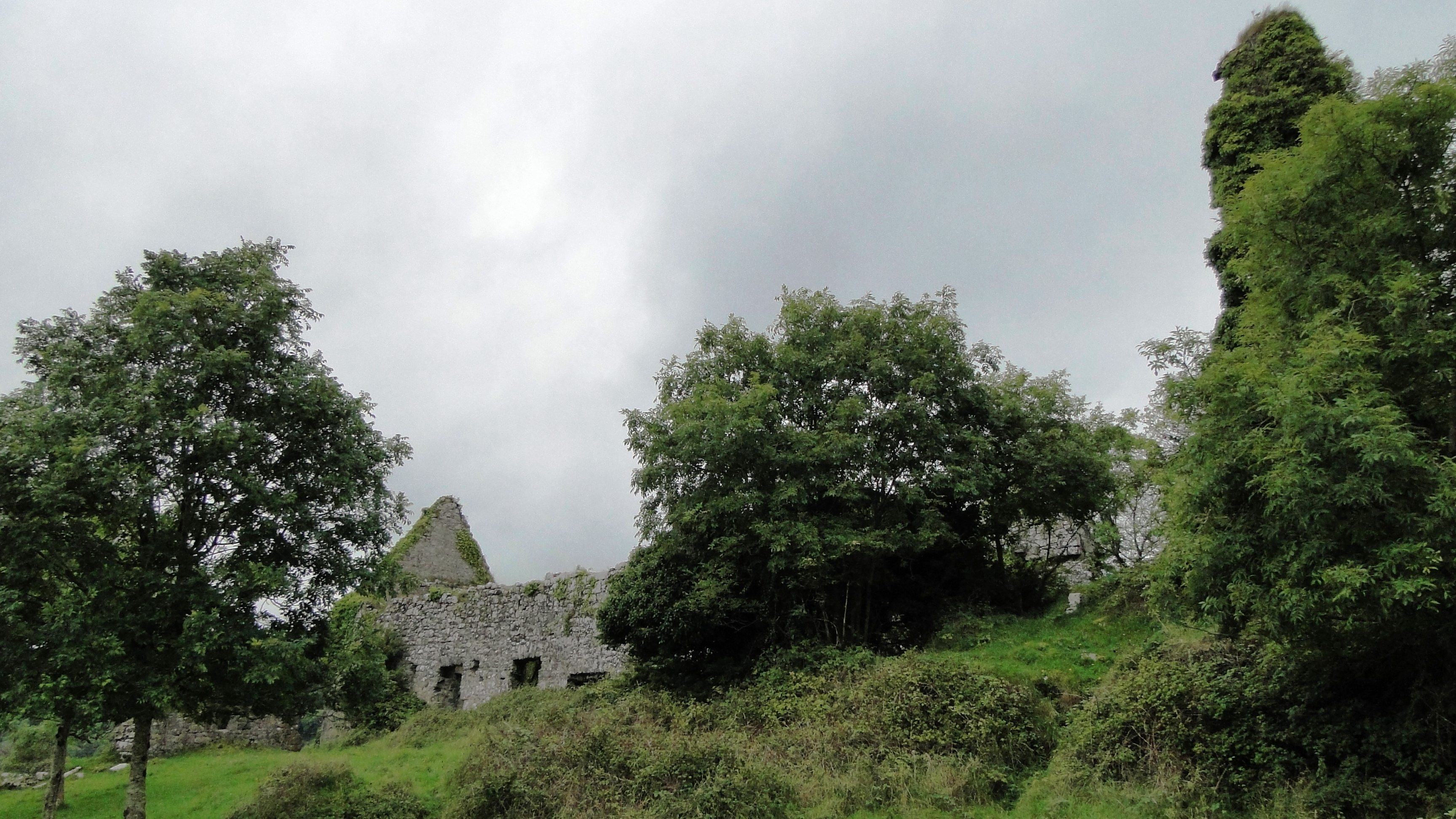
インチキン城の外側

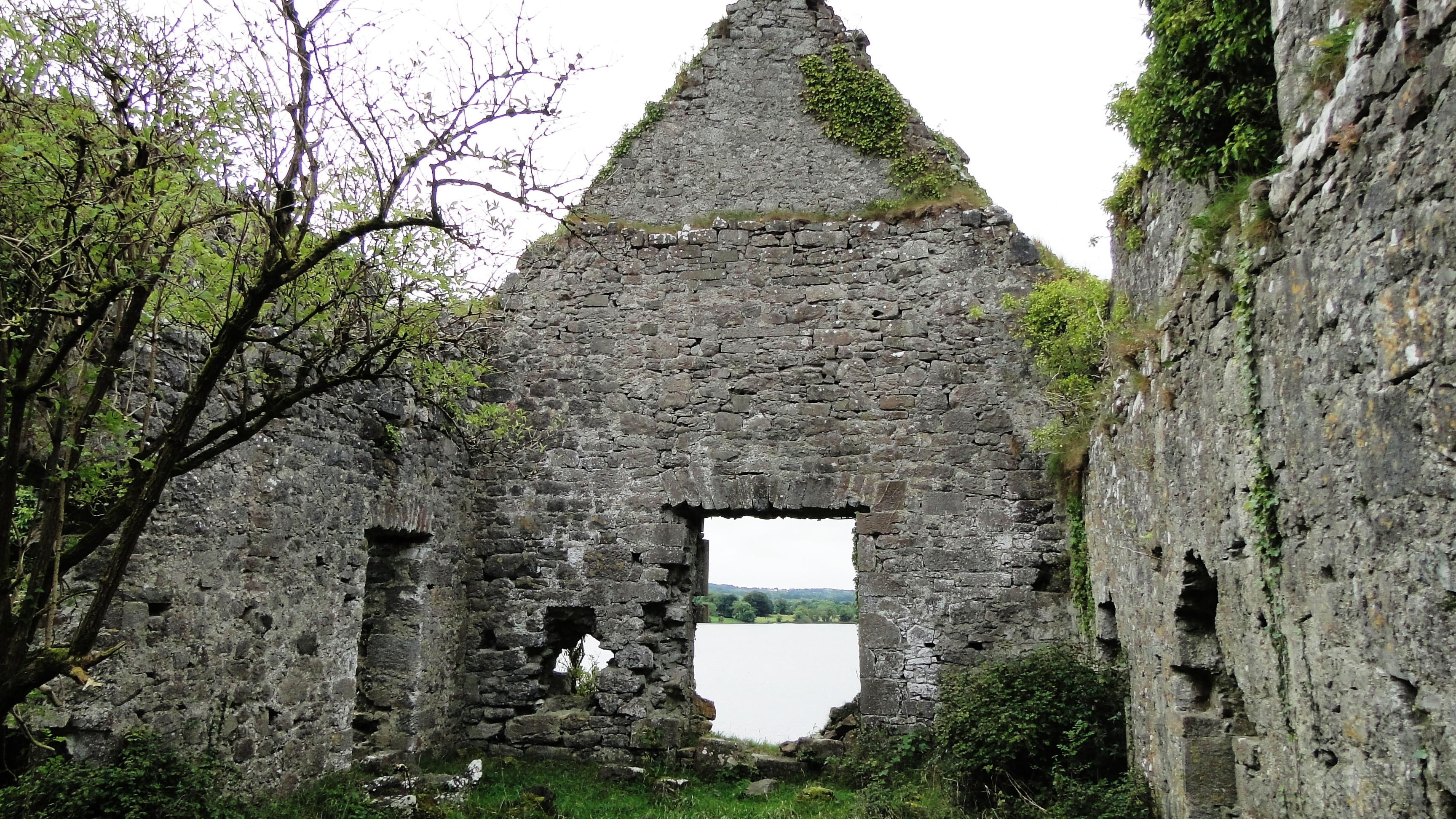
インチキン城の内側

インチキン城は、インチナ湖の北側（キルナボーイ教区）にあり、タイゲ・マクマロー・オブライエン（1466年）によって建設された。1542年に、インチキン城はマロー・オブライエンの息子、ターローが有し、最初のインチキン男爵だった。4番目の男爵であるマロー・オブライエンは、1580年に城の持ち主となった。子孫であるトーモンドの侯爵夫人は、この地所からインキン伯爵の称号を得た。アイルランドの九年戦争の間、ヒュー・ロー・オドネルはクレアを襲撃し、インチキン城は彼の副官の一人、ファーマナのマグワイアに襲われた。十一年戦争中、マロー・バーナーの兄弟であるクリストファ・ーオブライエンがここに住んでいた。マローの息子であるジョン・オブライエン大佐は、17世紀の終わり頃にインチキンを放棄した。それまでには荒廃へと悪化していた。今日、城は牧草地に囲まれた廃墟のままである。古い城の塔の一部は現在も残っており、17世紀後半の宴会場の大部分も残っている。

## 姉妹都市
コロフィンは、以下の都市との姉妹提携を結んでいる。
- フランス：トンケデック（英語版）

## 出身者
- シャルトル・ブリュー（ブリティッシュコロンビア植民地の巡査長と裁判版）
- フレデリック・ウィリアム・バートン（画家）
- トニー・キリーン（フィアナ・フォイル党政治家、元クレア選挙区国会議員と国防大臣）
- ベンジャミン・ルーカス（17世紀のイギリス兵士）
- ジェリー・クイン（1980年生まれのスポーツ選手）